# Onpaar (object)

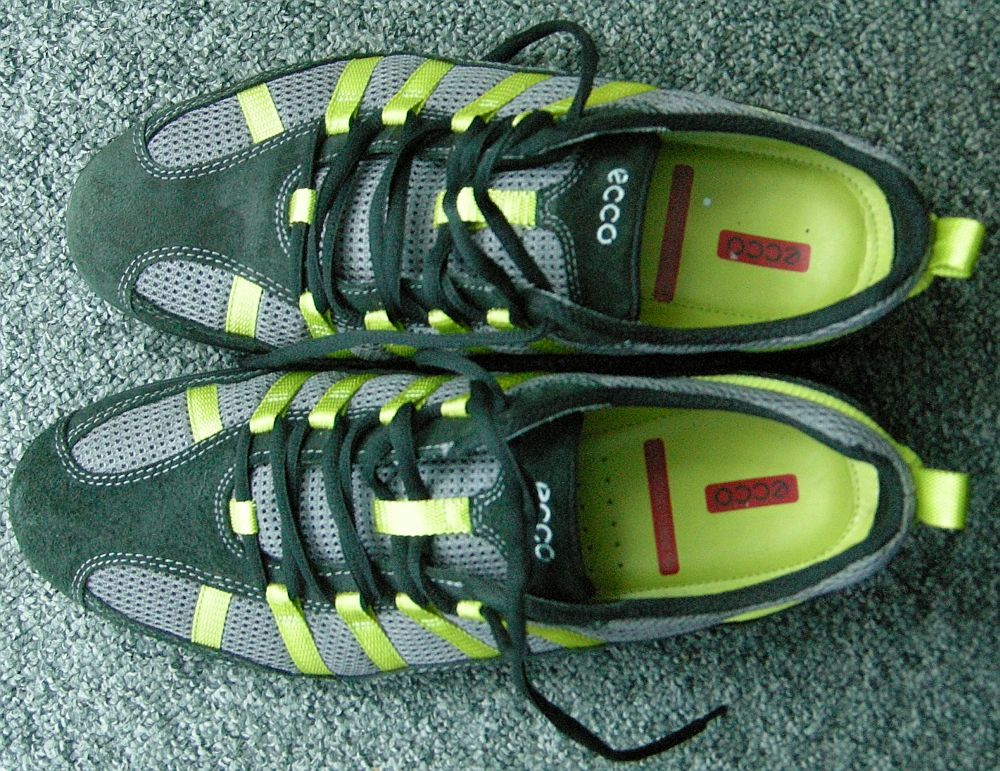
Een onpaar sportschoenen (twee maten verschil)

Een onpaar van iets is wel een paar, een tweetal, hoewel de naam anders suggereert, maar waarvan de twee leden in zekere zin wezenlijk verschillen. Onpaar is ook het overgebleven lid als het andere ontbreekt. Onpaar heeft vaak betrekking op schoenen.
Een paar schoenen van hetzelfde model, maar met twee verschillende maten, bijvoorbeeld een linkerschoen maat 39 en een rechterschoen maat 38, wordt een onpaar genoemd. Mensen met twee verschillende grootte van voeten, waarbij het verschil van een tot wel vijf maten kan bedragen, zijn gedwongen om onparen aan te schaffen. In de praktijk kopen zij twee paren, van elke maat een paar, waarvan het andere onpaar overblijft. De kans om iemand te vinden met een complementair stel voeten die ook nog dezelfde smaak heeft, is namelijk uiterst gering. Een enkele schoenenzaak kan wel speciale onparen leveren. 
Ook (een doos met daarin) twee linker- of twee rechterschoenen wordt een onpaar genoemd. Deze soort onparen wordt soms in de uitverkoop te koop aangeboden. Onduidelijk is wat de koper ermee kan aanvangen.
Een onpaar schoenen kan ook een enkele linker- of  rechterschoen zijn. Hoewel een winkel haar schoenen altijd per paar inkoopt, kunnen er na verloop van tijd enkele onparen aanwezig blijken te zijn. Het kan zijn dat iemand doelbewust gesjoemeld heeft en het andere lid in een andere winkel heeft ontvreemd. Om dit tegen te gaan, stallen veel winkels bijvoorbeeld alleen het rechterlid uit. Het kan ook zijn dat mensen bij het passen de schoenen per ongeluk in de verkeerde doos terugdoen.
Bij sokken kan onpaar duiden op een afwijkende kleur of afwijkend motief, eerder dan het verschil in maat of kant.

## Personen
De term onpaar wordt ook wel gebruikt voor partners die volgens buitenstaanders niet bij elkaar passen; bijvoorbeeld vanwege een groot leeftijdsverschil.